# Sri-lankische Cricket-Nationalmannschaft in Australien in der Saison 2021/22
Die Tour der sri-lankischen Cricket-Nationalmannschaft nach Australien in der Saison 2021/22 fand vom 11. bis zum 20. Februar 2022 statt. Die internationale Cricket-Tour war Bestandteil der Internationalen Cricket-Saison 2021/22 und umfasste fünf Twenty20s. Australien gewann die Serie 4–1.

## Vorgeschichte
Australien spielte zuvor eine Tour gegen England, Sri Lanka eine Tour gegen Simbabwe. Das letzte Aufeinandertreffen der beiden Mannschaften bei einer Tour fand in der Saison 2019/20 in Australien statt.

## Stadien
Die folgenden Stadien wurden für die Tour als Austragungsort vorgesehen.
| Stadion                  | Stadt     | Kapazität | Spiele      |
| ------------------------ | --------- | --------- | ----------- |
| Manuka Oval              | Canberra  | 12.000    | 3. T20      |
| Melbourne Cricket Ground | Melbourne | 100.024   | 4. & 5. T20 |
| Sydney Cricket Ground    | Sydney    | 48.000    | 1. & 2. T20 |

## Kaderlisten
Australien benannte seinen Kader am 25. Januar 2022.
Sri Lanka benannte seinen Kader am 26. Januar 2022.
| Twenty20 | Twenty20 |
| Australien | Sri Lanka |
| --- | --- |
| - Aaron Finch (K) - Ashton Agar - Pat Cummins - Josh Hazlewood - Travis Head - Moises Henriques - Josh Inglis - Ben McDermott - Glenn Maxwell - Jhye Richardson - Kane Richardson - Daniel Sams - Steve Smith - Mitchell Starc - Marcus Stoinis - Matthew Wade - Adam Zampa | - Dasun Shanaka (K) - Charith Asalanka (VK) - Dushmantha Chameera - Dinesh Chandimal - Avishka Fernando - Binura Fernando - Shiran Fernando - Danushka Gunathilaka - Wanindu Hasaranga - Praveen Jayawickrama - Chamika Karunaratne - Lahiru Kumara - Janith Liyanage - Kamil Mishara - Kusal Mendis - Ramesh Mendis - Pathum Nissanka - Maheesh Theekshana - Nuwan Thushara - Jeffrey Vandersay |

## Twenty20 Internationals

### Erstes Twenty20 in Sydney
| 11. Februar Scorecard | Sydney | Australien 149-9 (20)                       | – | Sri Lanka 122-8 (19) |
|                       |        | Australien gewinnt mit 20 Runs (D/L method) |   |                      |

Sri Lanka gewann den Münzwurf und entschied sich als Feldmannschaft zu beginnen. Von den Eröffnungs-Battern konnte sich Ben McDermott etablieren. An seiner Seite erzielte Josh Inglis bis zu seinem Ausscheiden 23 Runs, und der nächste Batter, der sich etablieren konnte, war Marcus Stoinis. McDermott erzielte ein Half-Century über 53 Runs und Stoinis konnte 30 Runs erzielen. Die verbliebenen Batter konnten nicht mehr viel zur Vorlage von 150 Runs hinzufügen. Bester Bowler für Sri Lanka war Wanindu Hasaranga mit 3 Wickets für 38 Runs. Für Sri Lanka konnte sich zunächst Eröffnungs-Batter Pathum Nissanka etablieren, der 36 Runs erzielte. Ihm folgte Charith Asalanka mit 16 Runs und Hasaranga mit 13 Runs, bevor es zu einer Regenunterbrechung kam und die Vorgabe auf 143 Runs aus 19 Overn gekürzt wurde. Anschließend konnte Dinesh Chandimal noch 25* Runs erzielen, was jedoch nicht zum Einholen der Vorgabe ausreichte. Beste Bowler für Australien waren Josh Hazlewood mit 4 Wickets für 12 Runs und Adam Zampa mit 3 Wickets für 18 Runs. Als Spieler des Spiels wurde Adam Zampa ausgezeichnet.

### Zweites Twenty20 in Sydney
| 13. Februar Scorecard | Sydney | Australien 164-6 (20) / 8-0 (0.3)                | – | Sri Lanka 164-8 (20) / 5-1 (1) |
|                       |        | Unentschieden (Australien gewinnt im Super Over) |   |                                |

Sri Lanka gewann den Münzwurf und entschied sich als Feldmannschaft zu beginnen. Eröffnungs-Batter Ben McDermott erzielte 18 Runs, bevor sich Josh Inglis etablieren konnte. An seiner Seite erzielte Kapitän Aaron Finch 25 Runs und Glenn Maxwell 15 Runs, bevor Inglis nach 48 Runs sein Wicket verlor. Nach ihm konnten Steve Smith 14 Runs, Marcus Stoinis 19 Runs und Matthew Wade 13* Runs erreichen. Beste Bowler für Sri Lanka waren Dushmantha Chameera mit 2 Wickets für 30 Runs und Wanindu Hasaranga mit 2 Wickets für 33 Runs. Für Sri Lanka konnte sich Eröffnungs-Batter Pathum Nissanka etablieren. An seiner Seite erzielten Dinesh Chandimal 19 Runs, Kapitän Dasun Shanaka 34 Runs und Wanindu Hasaranga 13 Runs. Nissanka verlor vier Bälle vor Schluss sein Wicket nach einem Half-Century über 73 Runs und die verbliebenen Batter konnten das Unentschieden sichern. Bester Bowler für Australien war Josh Hazlewood mit 3 Wickets für 22 Runs. Im Super Over konnte Sri Lanka 6 Runs für 1 Wicket erzielen, Australien benötigte 3 Bälle, um mit 8/0 das Spiel für sich zu entscheiden. Als Spieler des Spiels wurde Josh Hazlewood ausgezeichnet.

### Drittes Twenty20 in Canberra
| 15. Februar Scorecard | Canberra | Sri Lanka 121-6 (20)             | – | Australien 124-4 (16.5) |
|                       |          | Australien gewinnt mit 6 Wickets |   |                         |

Australien gewann den Münzwurf und entschied sich als Feldmannschaft zu beginnen. Für Sri Lanka konnte Eröffnungs-Batter Pathum Nissanka 16 Runs erzielen, bevor sich die Partnerschaft von Dinesh Chandimal und Kapitän Dasun Shanaka bildete, die 47 Runs einbrachte. Chandimal schied nach 25 Runs aus, während Shanaka das Innings ungeschlagen mit 39* Runs beendete. Bester Bowler für Australien war Kane Richardson mit 3 Wickets für 21 Runs. Der australische Eröffnungs-Batter Ashton Agar konnte zusammen mit Kapitän Aaron Finch eine Partnerschaft aufbauen. Agar schied nach 13 Runs aus und wurde durch Glenn Maxwell gefolgt, der 39 Runs erzielte. Nachdem Josh Iglis an den Schlag gekommen war, schied Finch nach 35 Runs aus und wurde durch Marcus Stoinis gefolgt. Dieser konnte dann zusammen mit Iglis die Vorgabe der sri-lankischen Mannschaft im 17. Over einholen, wobei Iglis 21* Runs und Stoinis 12* Runs erzielten. Bester Bowler für Sri Lanka war Maheesh Theekshana mit 3 Wickets für 24 Runs. Als Spieler des Spiels wurde Kane Richardson ausgezeichnet.

### Viertes Twenty20 in Melbourne
| 18. Februar Scorecard | Melbourne | Sri Lanka 139-8 (20)             | – | Australien 143-4 (18.1) |
|                       |           | Australien gewinnt mit 6 Wickets |   |                         |

Australien gewann den Münzwurf und entschied sich als Feldmannschaft zu beginnen. Von den Eröffnungs-Battern konnte sich zunächst Pathum Nissanka etablieren und an seiner Seite Danushka Gunathilaka 17 Runs, Kusal Mendis 27 Runs und Charith Asalanka 22 Runs erreichen. Nachdem Nissanka nach 46 Runs ausgeschieden war, konnte Chamika Karunaratne mit ungeschlagenen 14* Runs das Innings beenden. Beste australische Bowler waren Jhye Richardson mit 2 Wickets für 20 Runs und Kane Richardson mit 2 Wickets für 44 Runs. In ihrer Antwort konnte sich für Australien zunächst Ashton Agar etablieren. Nachdem dieser nach 26 Runs ausgeschieden war, konnte Glenn Maxwell zusammen mit Josh Inglis eine Partnerschaft über 71 Rusn aufbauen. Inglis verlor nach 40 Runs sein Wicket und Maxwell konnte die Vorgabe der sri-lankischen Mannschaft im vorletzten Over mit ungeschlagenen 48* Runs einholen. Bester Bowler für Sri Lanka war Lahiru Kumara mit 2 Wickets für 22 Runs. Als Spieler des Spiels wurde Glenn Maxwell ausgezeichnet.

### Fünftes Twenty20 in Melbourne
| 20. Februar Scorecard | Melbourne | Australien 154-6 (20)           | – | Sri Lanka 155-5 (19.5) |
|                       |           | Sri Lanka gewinnt mit 5 Wickets |   |                        |

Australien gewann den Münzwurf und entschied sich als Schlagmannschaft zu beginnen. Nachdem Australien früh seine Eröffnungs-Batter verloren hatte, konnte sich Josh Inglis zusammen mit Glenn Maxwell etablieren. Inglis erzielte 23 Runs und wurde gefolgt durch Marcus Stoinis der 17 Runs erreichte. Kurz darauf schied dann auch Maxwell nach 29 Runs aus. Daraufhin konnte sich Matthew Wade etablieren, an dessen Seite Daniel Sams 18 Runs erreichte. Wade beendete das Innings ungeschlagen mit 43* Runs und setzte die Vorgabe auf 155 Runs. Beste Bowler für Sri Lanka waren Dushmantha Chameera mit 2 Wickets für 30 Runs und Lahiru Kumara mit 2 Wickets für 34 Runs. Für Sri Lanka konnte sich Kusal Mendis etablieren und an seiner Seite sein Eröffnungs-Partner Pathum Nissanka 13 Runs, Charith Asalanka 20 Runs und Kapitän Dasun Shanaka 20 Runs erzielen. Sri Lanka gelang es dann mit dem vorletzten Ball die Vorgabe einzuholen und Mendis hatte zu diesem Zeitpunkt ein ungeschlagenes Half-Century über 69* Runs erreicht. Als Spieler des Spiels wurde Kusal Mendis ausgezeichnet.

## Auszeichnungen

### Player of the Series
Als Player of the Series wurden der folgende Spieler ausgezeichnet.
| Serie   | Player of the Series |
| ------- | -------------------- |
| Tweny20 | Glenn Maxwell        |

### Player of the Match
Als Player of the Match wurden die folgenden Spieler ausgezeichnet.
| Spiel       | Player of the Match |
| ----------- | ------------------- |
| 1. Twenty20 | Adam Zampa          |
| 2. Twenty20 | Josh Hazlewood      |
| 3. Twenty20 | Kane Richardson     |
| 4. Twenty20 | Glenn Maxwell       |
| 5. Twenty20 | Kusal Mendis        |